# M1-mutator
De M1-mutator is het eenvoudigste type van de mutators en wordt ook wel E1-mutator genoemd. Hij wordt gebruikt op het wisselspanningsnet met 1 fase. Met behulp van een thyristor wordt de wisselspanning regelbaar omgezet in een gelijkspanning. Deze schakeling komt nog maar weinig voor. Toch is het belangrijk dit type goed te begrijpen omdat elk type belasting toegepast op deze mutator van toepassing is op alle andere mutators. 
Enkele voordelen van deze mutator: 
- een eenvoudige en goedkope schakeling;
- alles is continu en verliesvrij aan te passen.

Enkele nadelen: 
- de spanning heeft nog steeds het karakter van een sinus, wat het positief gedeelte betreft.
- het vermogen is regelbaar tussen 0 en 50%.